# 1464
| [ Edytuj tabelę ]                          | |
| Król Polski                                | - 1447 Kazimierz IV Jagiellończyk 1492 |
| Książę Albanii                             | - 1443 Skanderbeg 1468 - 1446 Lekë Dukagjini 1481 |
| Współksiążęta Andory                       | - 1461 Jaume de Cardona i Gandia 1466 - 1436 Gaston IV 1472 |
| Król Anglii                                | - 1461 Edward IV 1470 |
| Król Aragonii i Walencji, hrabia Barcelony | - 1458 Jan II Aragoński 1479 |
| Władca Azteków                             | - 1440 Montezuma I 1468 |
| Elektor Brandenburgii                      | - 1440 Fryderyk II Żelazny 1471 |
| Książę Bawarii-Landshut                    | - 1450 Ludwik IX Bogaty 1479 |
| Książę Bawarii-Monachium                   | - 1460 Zygmunt 1501 |
| Książę Burgundii                           | - 1419 Filip III Dobry 1467 |
| Sułtan Brunei                              | - 1433 Sulaiman 1473 |
| Cesarz Chin                                | - 1457 Zhu Qizhen 1464 - 1464 Chenghua 1487 |
| Król Cypru                                 | - 1458 Charlotta Cypryjska 1464 - 1464 Jakub II 1473 |
| Król Czech                                 | - 1458 Jerzy z Podiebradów 1471 |
| Król Danii                                 | - 1448 Chrystian I 1481 |
| Dalajlama                                  | - 1391 Gendun Drup 1474 |
| Władca Egiptu                              | - 1461 Chuszkadan 1467 |
| Cesarz Etiopii                             | - 1434 Zara Jaykob Konstantyn 1468 |
| Król Francji                               | - 1461 Ludwik XI 1483 |
| Król Gruzji                                | - 1446 Jerzy VIII 1465 |
| Hrabia Holandii                            | - 1433 Filip III Dobry (z Burgundii) 1467 |
| Władca Inków                               | - 1438 Pachacutec 1471 |
| Cesarz Japonii                             | - 1428 Go-Hanazono 1464 - 1464 Go-Tsuchimikado 1500 |
| Kalif                                      | - 1455 Al-Mustandżid 1479 |
| Król Kastylii i Leónu                      | - 1454 Henryk IV 1474 |
| Patriarcha Konstantynopola                 | - 1463 Sofroniusz I Syropulos 1464 - 1464 Gennadiusz II Scholar 1464 - 1464 Joazaf 1466                                                                                     |
| Władca Korei                               | - 1455 Sejo 1468 |
| Wielki książę litewski                     | - 1440 Kazimierz IV Jagiellończyk 1492 |
| Cesarz Majapahitu                          | - 1456 Girishawardhana 1466 |
| Sułtan Maroka                              | - 1421 Abdulhak II 1465 |
| Książę Mediolanu                           | - 1450 Franciszek I 1466 |
| Senior Monako                              | - 1458 Lambert Grimaldi 1494 |
| Wielki książę moskiewski                   | - 1462 Iwan III Srogi 1505 |
| Król Nawarry                               | - 1441 Jan II Aragoński 1479 |
| Król Norwegii                              | - 1450 Chrystian I 1481 |
| Sułtan Omanu                               | - 1451 Umar ibn al-Chattab 1490 |
| Elektor Palatynatu                         | - 1449 Fryderyk I 1476 |
| Papież                                     | - 1458 Pius II 1464 - 1464 Paweł II 1471 |
| Król Portugalii                            | - 1438 Alfons V 1481 |
| Cesarz Rzymski (niemiecki)                 | - 1440 Fryderyk III Habsburg 1493 |
| Kapitanowie Regenci San Marino             | - 1463 Cecco di Giovanni da Valle Pasquino di Antonio 1464 - 1464 Marino Venturini Simone di Cecco di Benetto 1464 - 1464 Simone di Antonio Belluzzi Giovanni Calcigni 1465 |
| Elektor Saksonii                           | - 1428 Fryderyk II Łagodny 1464 - 1464 Ernest Wettyn 1486 |
| Król Szkocji                               | - 1460 Jakub III 1488 |
| Król Szwecji                               | - 1457 Chrystian I Oldenburg 1464 - 1464 Kettil Karlsson Waza 1464 |
| Król Tajlandii                             | - 1448 Borommatrailokkanat 1488 |
| Sułtan Turków                              | - 1451 Mehmed II Zdobywca 1481 |
| Doża Wenecji                               | - 1462 Cristoforo Moro 1467 |
| Król Węgier                                | - 1458 Maciej Korwin 1490 |
| Cesarz Wietnamu                            | - 1460 Lê Thánh Tông 1497 |
| Wielki mistrz zakonu krzyżackiego          | - 1450 Ludwig von Erlichshausen 1467 |

Rok 1464 / MCDLXIV
stulecia: XIV wiek ~
XV wiek ~
XVI wiek

lata: 1454 «
1459 «
1460 «
1461 «
1462 «
1463 «
1464
» 1465
» 1466
» 1467
» 1468
» 1469
» 1474

## Wydarzenia w Polsce
- 16 marca – biskup Paweł Legendorf odstąpił od zakonu krzyżackiego i przeszedł na stronę Związku Pruskiego. Cała Warmia uznała zwierzchnictwo króla polskiego.

- W Krakowie, wobec przygotowywanej krucjaty przeciw Turkom, doszło do wystąpień antyżydowskich.
- Na mocy decyzji sejmu wykupiono z rąk rodu Buczackich Kamieniec Podolski.
- 15 października–29 października – w Piotrkowie obradował sejm walny[1].
- 13 grudnia - konfederacja we Lwowie zawiązana przez szlachtę ziemi lwowskiej i Lwów przeciwko Janowi Odrowążowi ze Sprowy

## Wydarzenia na świecie
- 9 stycznia – w Brugii zwołano pierwsze holenderskie Stany Generalne.
- 29 marca – w katedrze Panny Marii w Székesfehérvár Maciej Korwin został koronowany na króla Węgier.
- 25 kwietnia – Wojna Dwóch Róż: zwycięstwo Yorków w bitwie pod Hedgeley Moor.
- 1 maja – król Anglii Edward IV York poślubił Elżbietę Woodville.
- 15 maja – Wojna Dwóch Róż: zwycięstwo Yorków w bitwie pod Hexham.
- 30 sierpnia – Pietro Barbo został wybrany papieżem i przyjął imię Paweł II.
- 14 lub 15 września – Inwazja Turków Osmańskich na Bałkany: miała miejsce bitwa pod Ochrydą.

## Urodzili się
- 23 kwietnia – Joanna de Valois, królewna francuska, córka Ludwika XI, księżna du Berry, hrabina Orleanu, królowa Francji, żona Ludwika XII, zakonnica, święta katolicka (zm. 1505)
- 6 maja – Zofia Jagiellonka, królewna polska, księżniczka litewska, margrabina brandenburska na Ansbach i Bayreuth, córka Kazimierza Jagiellończyka (zm. 1512)

- Jerzy Liban z Legnicy – filolog, kompozytor, teoretyk muzyki (zm. po 1546)

## Zmarli
- 14 kwietnia – Jan Sprowski, prymas Polski
- 1 sierpnia – Cosimo Medici, władca Florencji (ur. 1389)
- 11 sierpnia – Mikołaj z Kuzy, filozof, teolog, matematyk, dyplomata i kardynał (ur. ok. 1401)
- 15 sierpnia – Pius II, papież (ur. 1405)
- 7 września – Fryderyk II Łagodny, książę saski (ur. 1412)
- 23 listopada – Małgorzata Sabaudzka, markiza Montferrat, dominikanka, mistyczka, błogosławiona katolicka (ur. ok. 1382)